# تمسقيدة
تمسقيدة بلدة وبلدية تابعة لدائرة المدية في ولاية المدية بالجزائر.